# Roberto Leopardi
Roberto Leopardi, vollständiger Name Roberto Rafael Leopardi (* 19. Juli 1933 in Montevideo), ist ein ehemaliger uruguayischer Fußballspieler.

## Karriere

### Verein
Mittelfeldspieler Leopardi stand von 1952 bis 1957 in Reihen des uruguayischen Erstligisten Nacional Montevideo. In den Jahren  1952, 1955, 1956 und 1957 gewannen die Bolsos jeweils die uruguayische Meisterschaft in der Primera División. Sodann wechselte er nach Italien zum CFC Genua. Für die Norditaliener absolvierte er in der Spielzeit 1957/58 22 Ligaspiele und erzielte einen Treffer. 1958/59 kam er dort je nach Quellenlage in 21 oder 23 Partien zum Einsatz. In der Saison 1959/60 bestritt er 21 Serie-A-Begegnungen für Lanerossi Vicenza. Mindestens 1965 stand er noch in Reihen des venezolanischen Klubs Deportivo Galicia.

### Nationalmannschaft
Leopardi war Mitglied der A-Nationalmannschaft Uruguays, für die er von seinem Debüt am 10. April 1954 bis zu seinem letzten Einsatz am 24. Juni 1956 sieben Länderspiele absolvierte. Ein Länderspieltor erzielte er nicht. Er nahm mit Uruguay an der Weltmeisterschaft 1954 teil. Im Verlaufe des Wettbewerbs kam er allerdings nicht zum Einsatz. Leopardi gehörte ebenfalls dem Kader Uruguays bei der Südamerikameisterschaft 1955 in Chile und 1956 im heimischen Uruguay an. Das Turnier 1956 gewann er mit der Celeste.

### Erfolge
- Südamerikameister: 1956
- Uruguayischer Meister: 1952, 1955, 1956, 1957